# Paul Firzlaff
Paul Firzlaff (* 18. August 1866 in Bodenhagen, Kreis Kolberg-Körlin; † nicht ermittelt) war ein deutscher Politiker (DNVP).
Firzlaff war Landwirt in Bodenhagen im pommerschen Kreis Kolberg-Körlin. Er war Gemeindevorsteher, Amtsvorsteher, Mitglied des Kreistages und Mitglied des Kreisausschusses. Von 1912 bis 1932 gehörte er dem Provinziallandtag der Provinz Pommern an. Er wurde jeweils im Wahlkreis Kolberg-Körlin gewählt und gehörte seit der Bildung politischer Fraktionen im Provinziallandtag im Januar 1920 der Fraktion der Deutschnationalen Volkspartei (DNVP) an. Von 1921 bis 1926 und von 1928 bis 1930 war er auch Mitglied des Provinzialausschusses. Der Provinziallandtag wählte ihn für den Zeitraum von Mai 1921 bis Januar 1930 als stellvertretendes Mitglied in den Preußischen Staatsrat, für den Zeitraum von Januar 1931 bis April 1933 dann als Mitglied. Im Staatsrat gehörte er der Fraktion der Preußischen Arbeitsgemeinschaft im Staatsrat an. 
Firzlaff war auch kirchlich engagiert. Er war Kirchenältester und Mitglied des Kreissynode.